# Limonia labuana
Limonia labuana är en tvåvingeart som beskrevs av Edwards 1931. Limonia labuana ingår i släktet Limonia och familjen småharkrankar. Inga underarter finns listade i Catalogue of Life.